# 梶ヶ濱力右エ門
梶ヶ濱 力右エ門（かじがはま りきえもん、本名：津川 力右衛門、宝暦6年（1756年） - 文政3年3月23日（1820年4月5日））は大隅国桑原郡（現、鹿児島県姶良郡）出身の元大相撲力士。所属は陣幕部屋→田子ノ浦部屋。最高位は前頭4枚目。初土俵は安永5年10月場所。新入幕は寛政2年11月場所。寛政6年3月場所を以て引退。寛政3年（1791年）4月5日目（当時、東前頭4枚目）に雷電爲右エ門に勝利した数少ない力士の一人であり、本場所で初めて勝利した力士である。

## 成績
- 番付在位場所数：15場所
- 幕内在位：3場所
- 幕内成績：5勝7敗20休6分2無

### 場所別成績
| 1776年 | x                             | 東三段目筆頭 –         |
| 1777年 | 東三段目筆頭 –                | 東三段目8枚目 –        |
| 1778年 | 東三段目5枚目 –               | x                      |
| 1779年 | x                             | x                      |
| 1780年 | x                             | x                      |
| 1781年 | x                             | x                      |
| 1782年 | x                             | 東幕下2枚目 4–2 1分    |
| 1783年 | 東幕下2枚目 2–3 4無           | 東幕下4枚目 2–1 2分1預 |
| 1784年 | 東幕下6枚目 5–2 1分1無        | 東幕下3枚目 4–3 1分1無 |
| 1785年 | x                             | x                      |
| 1786年 | x                             | x                      |
| 1787年 | x                             | x                      |
| 1788年 | x                             | x                      |
| 1789年 | x                             | 東幕下筆頭 2–2 2預1無  |
| 1790年 | 西幕下筆頭 3–1 1預3無         | 東前頭4枚目 3–2–2 3分  |
| 1791年 | 東前頭4枚目 1–1–5 2分1無      | 東前頭4枚目 0–0–10     |
| 1792年 | x                             | x                      |
| 1793年 | x                             | x                      |
| 1794年 | 東前頭7枚目 引退 1–4–3 1分1無 | x                      |
| 各欄の数字は、「勝ち-負け-休場」を示す。 優勝 引退 休場 十両 幕下 三賞：敢=敢闘賞、殊=殊勲賞、技=技能賞 その他：★=金星 番付階級：幕内 - 十両 - 幕下 - 三段目 - 序二段 - 序ノ口 幕内序列：横綱 - 大関 - 関脇 - 小結 - 前頭（「#数字」は各位内の序列） |                               |                        |

- この成績表でテンプレートの仕様上「幕下」となっている部分は、番付表の上から二段目であるため、「二段目」と呼ぶ方が正確である。当時は段ごとに力士の地位を待遇差で区別する発想がまだ確立しておらず、二段目以下でも番付表で「前頭」（「同」表記でない）と書かれている部分までは「幕内格」と見るべきだという説がある。
- 三段目の地位は小島貞二コレクションの番付実物画像による。

## 改名歴
- 加治濱力右エ門
- 梶ヶ濱力右エ門（1791年6月場所-）